# Motore entrobordo

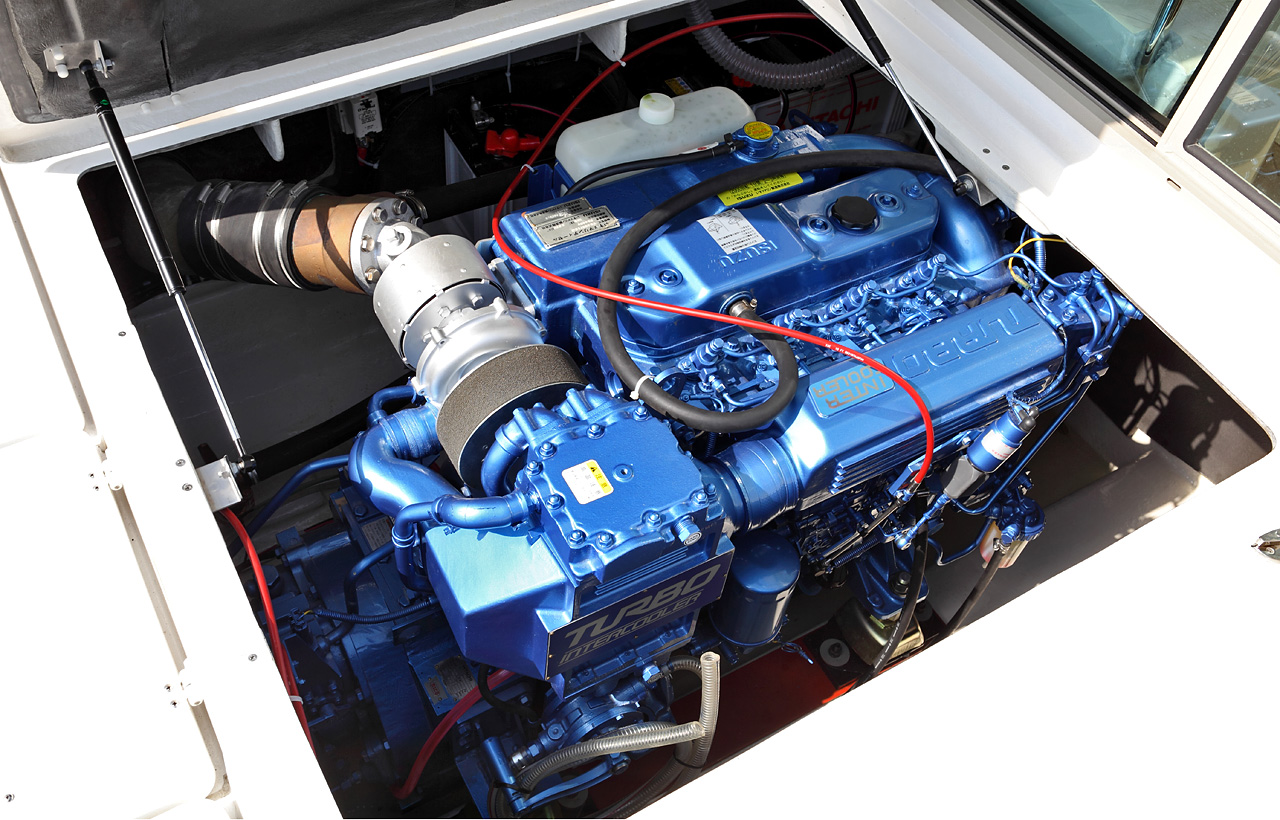
Un motore Isuzu all'interno del vano motore

Il motore entrobordo è un motore marino progettato e studiato per stare all'interno di barche a motore e a vela, motoscafi, yacht e motorsailer nonché navi, traghetti, mercantili, rimorchiatori e tutti i mezzi navali di grandi dimensioni. È il tipo di motore più utilizzato nel settore del trasporto navale perché oltre ad equipaggiare moltissime barche di medie e grandi dimensioni è un componente fondamentale per la propulsione di tutti i tipi di navi e mercantili di grandi dimensioni. Il termine proviene appunto dalla terminologia marinaresca entrobordo con cui viene accoppiato il motore.

## Architettura
Il motore entrobordo è generalmente un normale motore a scoppio usato per auto, furgoni, camion, gruppi elettrogeni etc, usati in ambito terrestre, ma che viene modificato e adattato per essere usato in ambito nautico. Quindi la parte principale che viene modificata è l'impianto di raffreddamento poiché nei motori normali questo utilizza il radiatore che viene raffreddato dall'aria che attraversa la mascherina sul frontale degli autoveicoli. A bordo degli scafi navali questo non è generalmente possibile e quindi viene adottato il sistema di scambiatore di calore con acqua prelevata dalla parte sommersa dello scafo attraverso una pompa a girante. L'acqua essendo sempre disponibile all'infinito permette quindi di raffreddare con grande efficienza tutto l'apparato propulsivo. Essendo ovviamente fatto un utilizzo principalmente in ambito marino e quindi dato che l'acqua salata provocherebbe forti corrosioni, questa viene fatta circolare all'interno di uno scambiatore di calore all'interno del quale scorre un circuito a serpentine o tubi sigillati all'interno del quale scorre il liquido che circola all'interno del motore.
Il motore viene inoltre accoppiato ad un invertitore di marcia a cui è collegato l'asse il quale è ulteriormente collegato, passando tramite un raccordo di paratia stagno chiamato astuccio, infine all'elica che con la relativa rotazione genera una spinta in avanti o all'indietro.
Altri elementi fondamentali che vengono aggiunti sono i supporti, in numero generalmente di quattro, chiamati anche piedini, con i quali il motore viene montato sulle travi di appoggio, chiamati basamenti, posti nella parte più bassa e generalmente centrale dello scafo. 
Per tutte le navi, i grandi motoryacht, i rimorchiatori ecc. i motori entrobordo sono macchine di grandi ed eccezionali dimensioni, che generalmente trovano applicazione nei mezzi terrestri per grandi lavori di movimento terra o vengono prodotti specificatamente ed unicamente per uso navale.
Le cilindrate vanno quindi dai piccoli motori di 500 cc ai grandi motori di decine di migliaia di litri di cilindrata, con potenze che vanno dai 35 cv ai 25 MW e oltre.

## Aziende produttrici

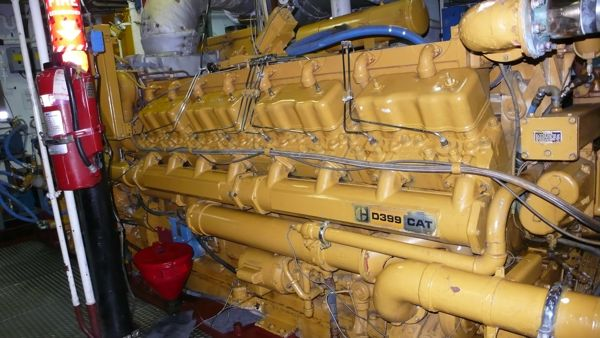
Un Caterpillar all'interno della nave scuola USCGC Eagle (WIX-327)

Le aziende produttrici di motori entrobordo sono praticamente le stesse che producono motori per autoveicoli, principalmente di camion, a queste si aggiungono alcune aziende che realizzano motori specifici, soprattutto per utilizzi speciali quali competizioni sportive.

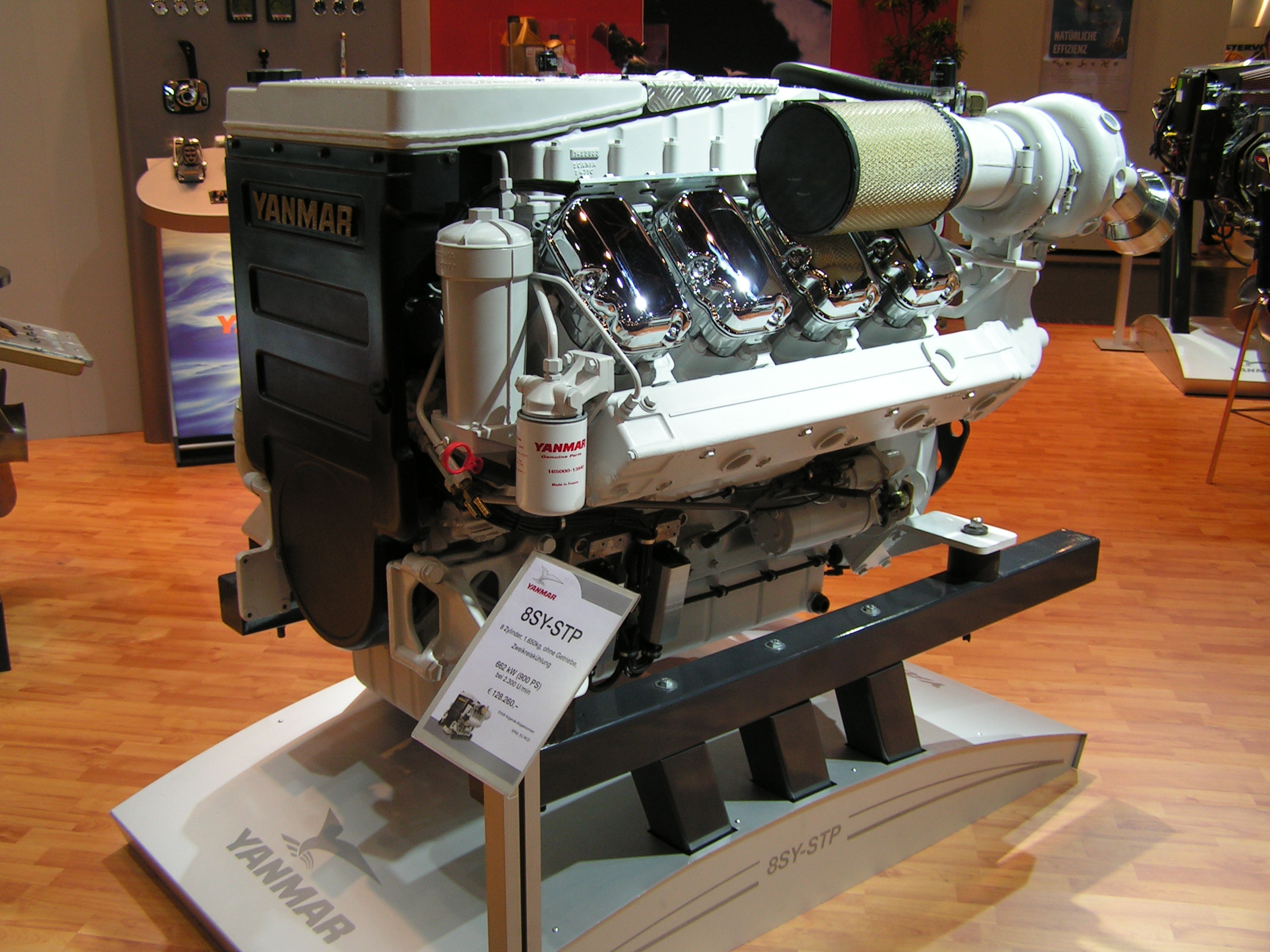
Un Yanmar turbo

- Caterpillar[1]
- Cummins[2]
- Iveco Aifo[3]
- Ford
- General Motors[4]
- Hino[5]
- Ilmor[6]
- Isotta Fraschini[7]
- Isuzu
- Lamborghini Marine Engines[8]
- Lombardini Group[9]
- Mercruiser[10]
- MTU
- Perkins[11]
- Ruggerini
- Scania[12]
- Seatek[13]
- Yanmar[14]
- Vetus[15]
- VM Motori[16]
- Volvo Penta
- Wärtsilä[17]
- Weichai Power

## Galleria d'immagini

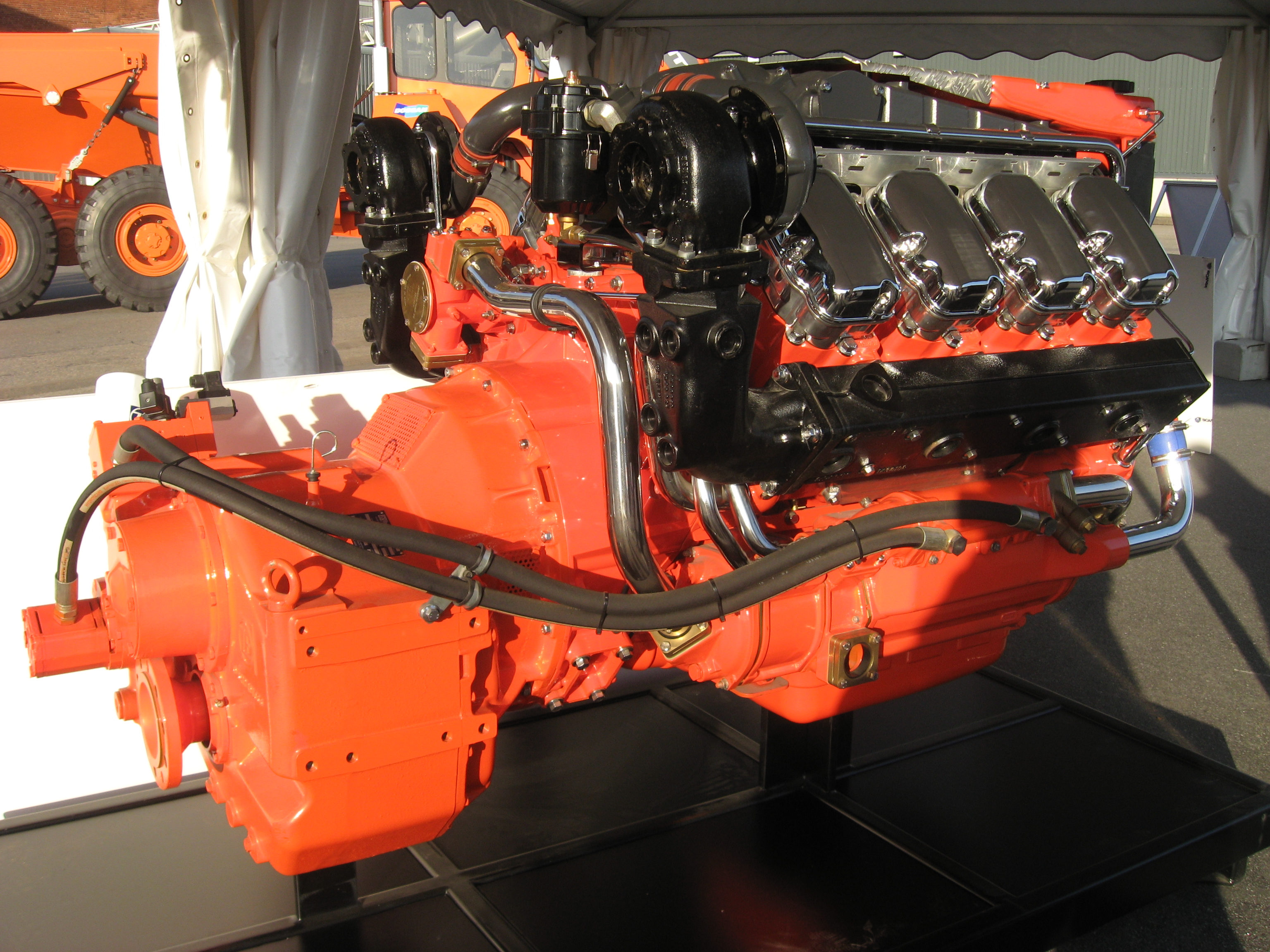
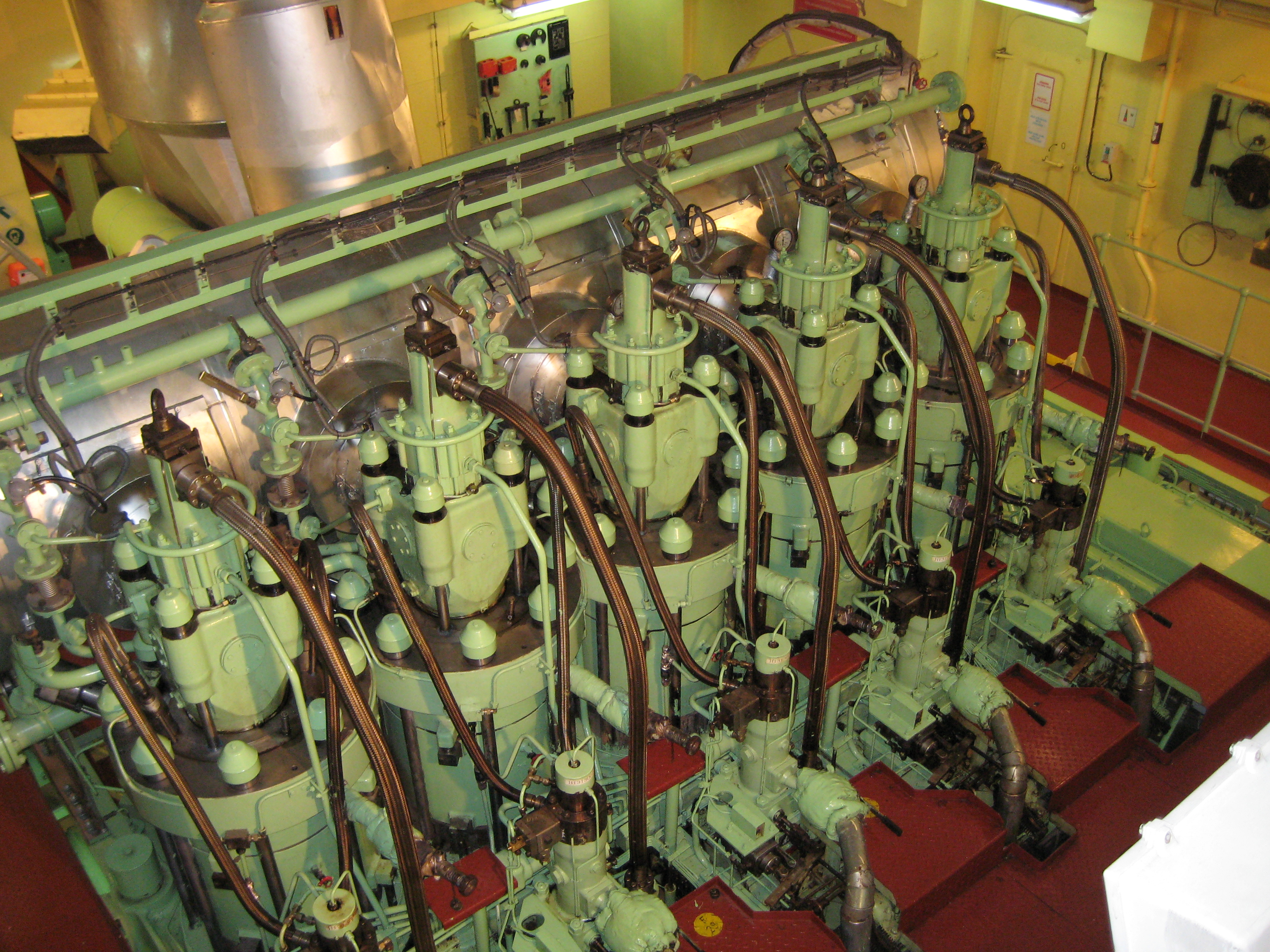
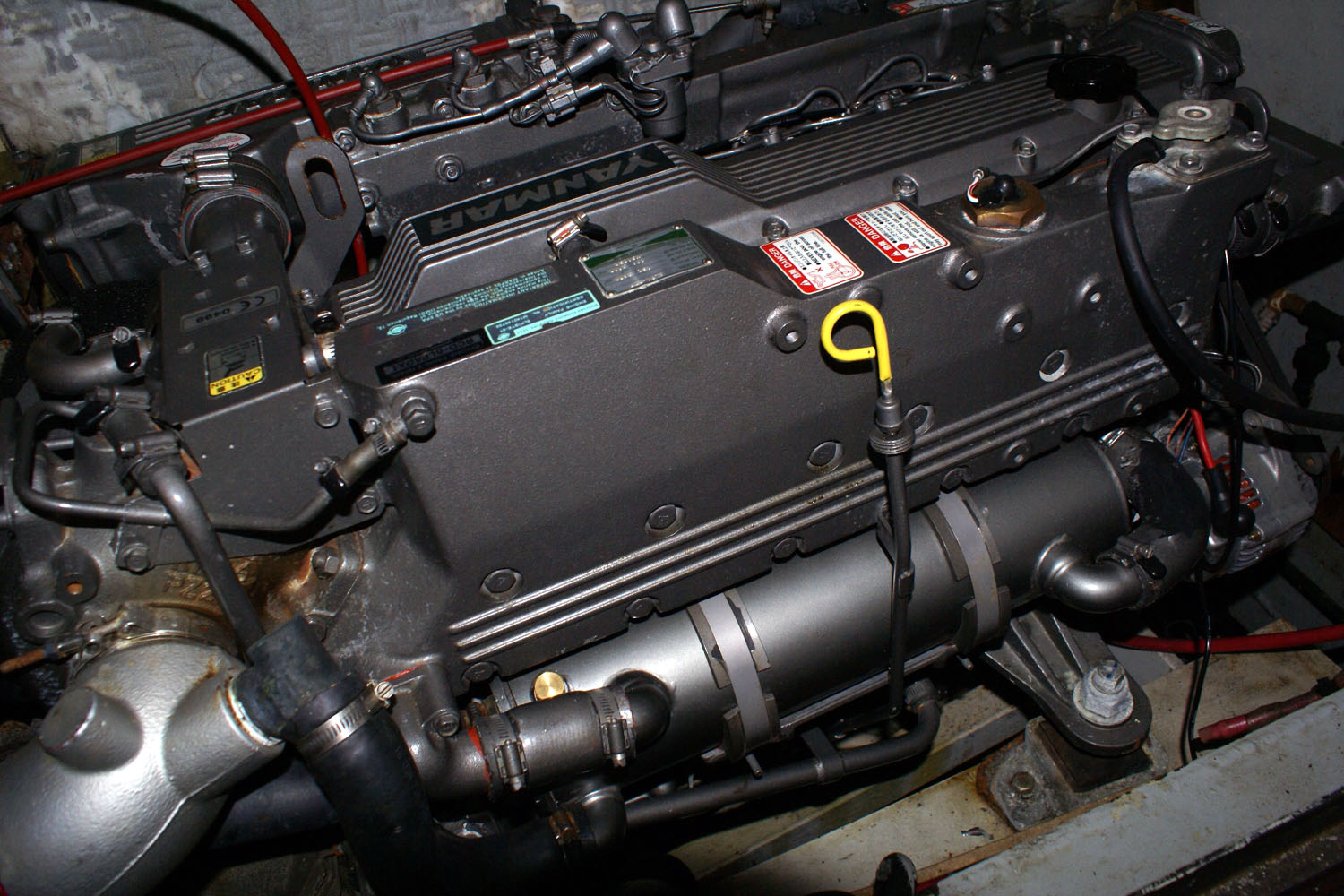
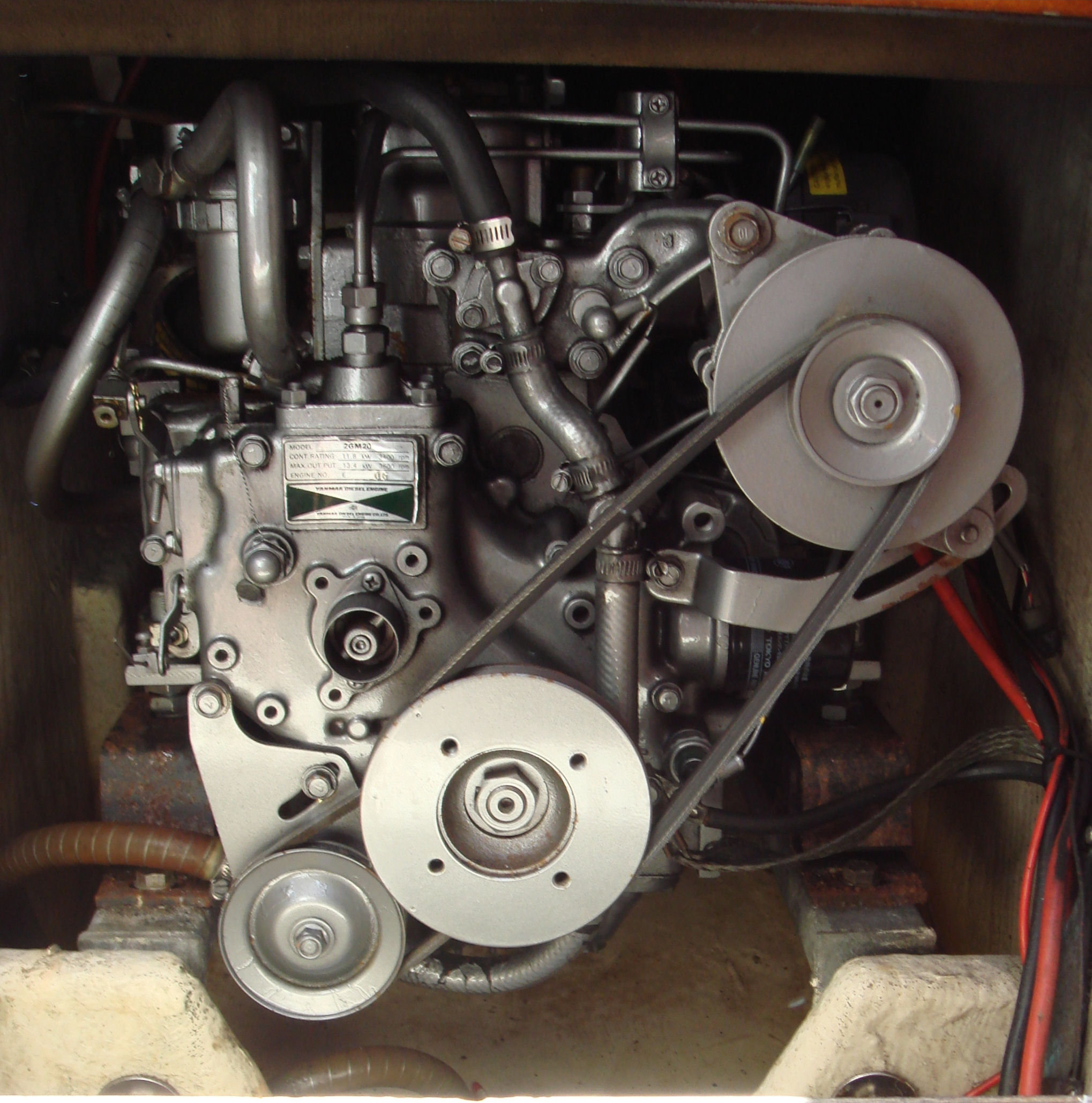
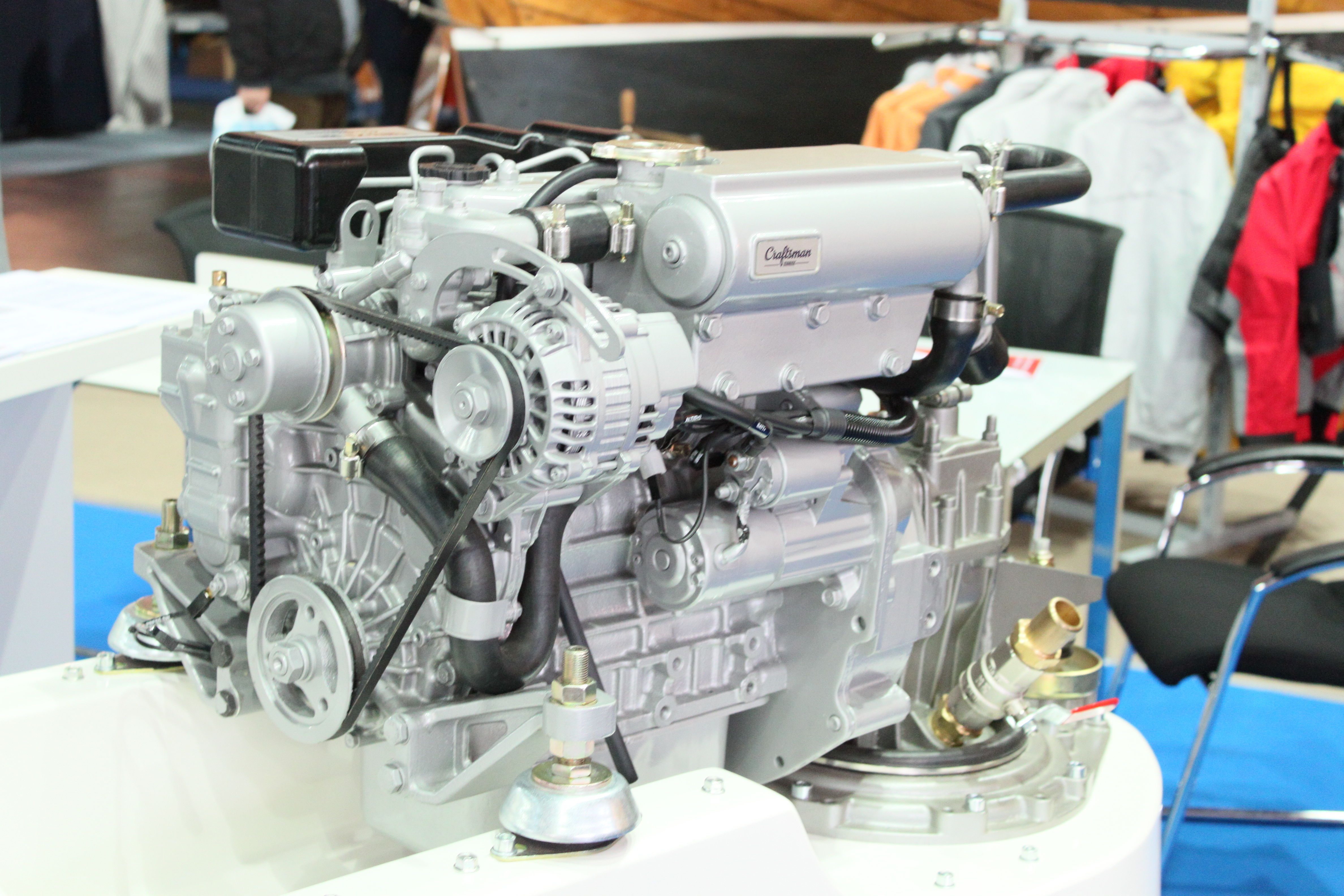
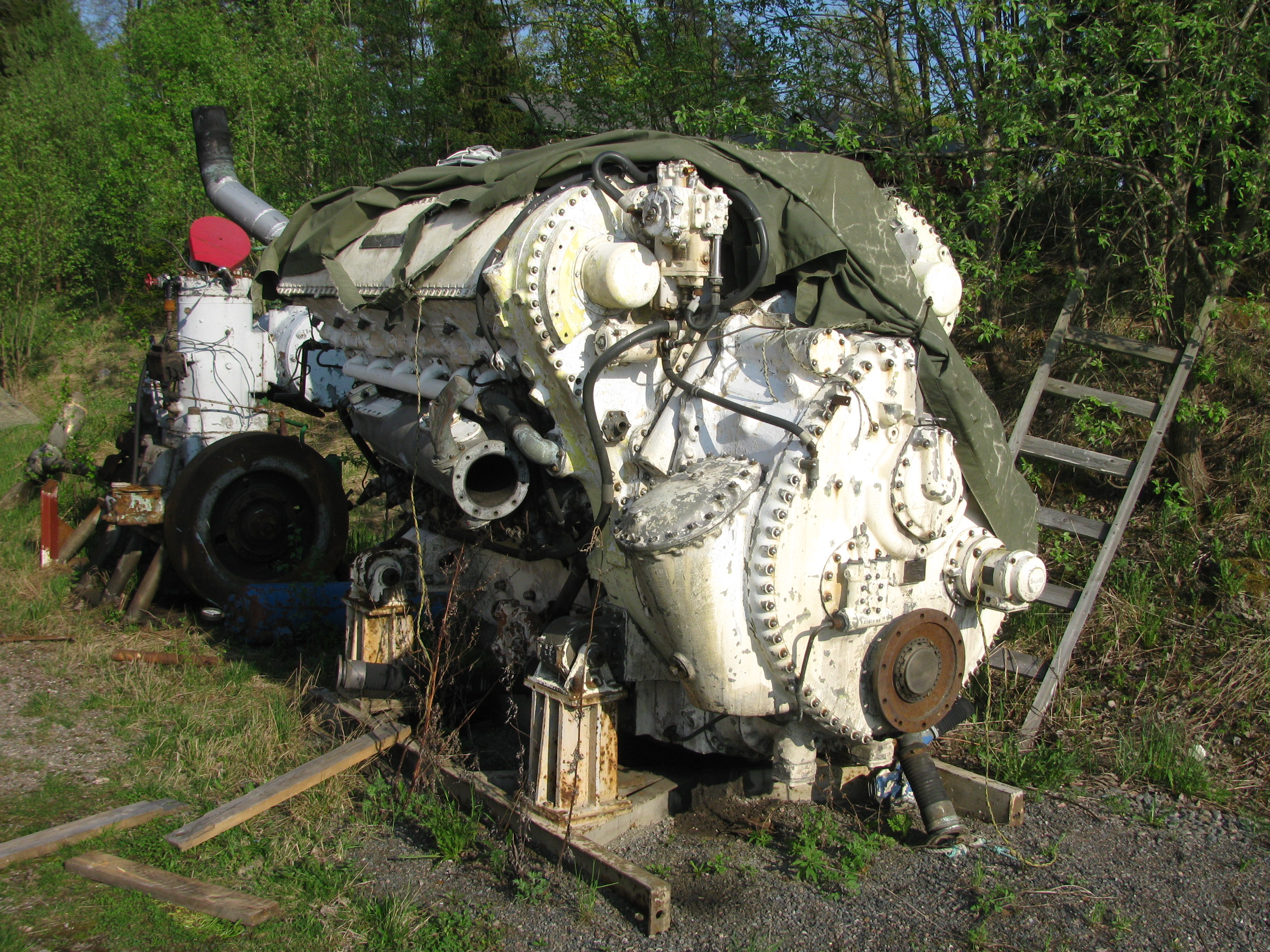